# Burgruine Aillas

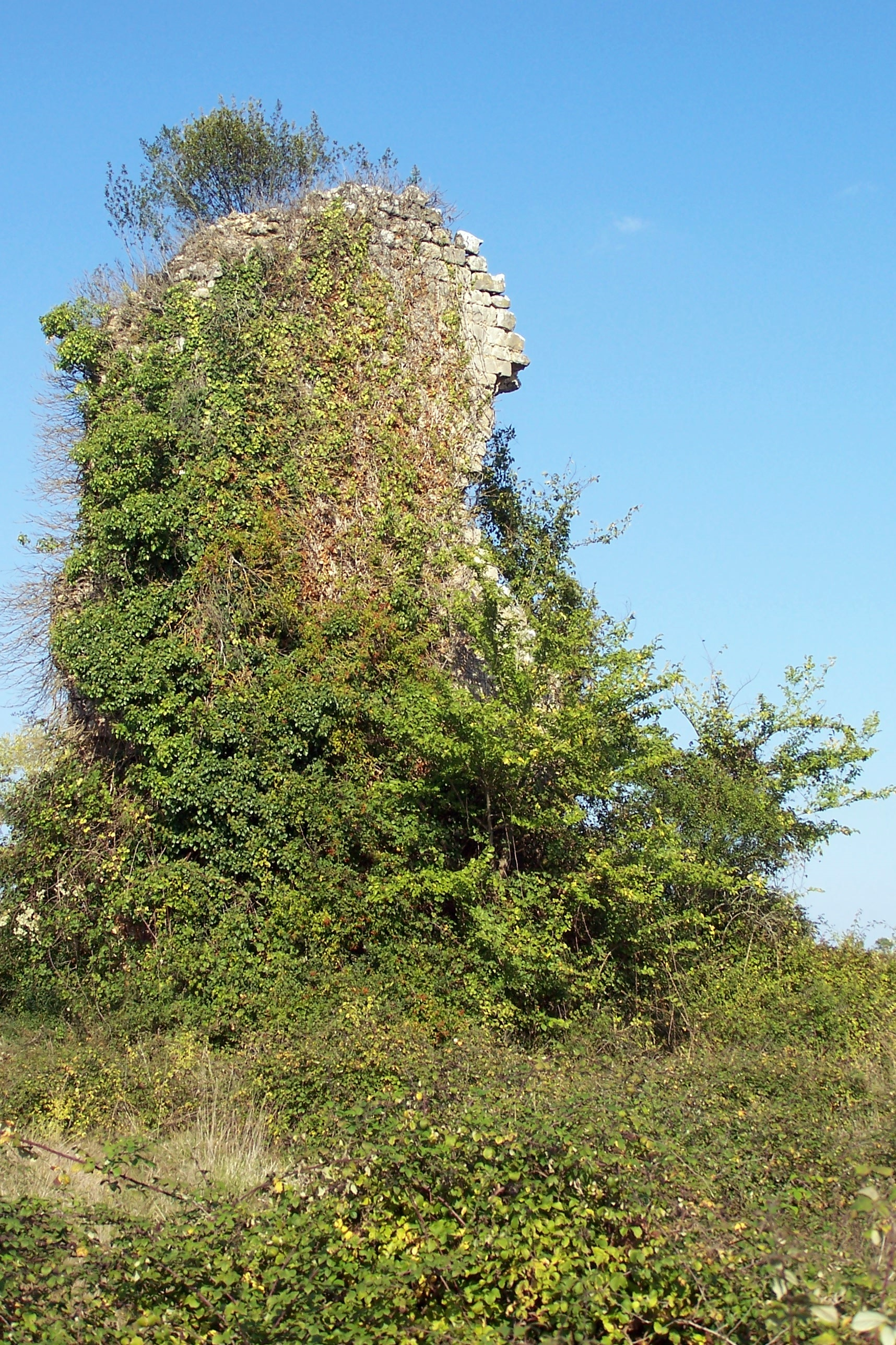
Burgruine in Aillas

Die Burgruine Aillas ist die Ruine einer Ende des 13. Jahrhunderts erbauten Höhenburg in Aillas, einer französischen Gemeinde im Département Gironde in der Region Nouvelle-Aquitaine. Die Burgruine steht seit 1886 als Monument historique auf der Liste der Baudenkmäler in Frankreich.
Die Besitzer der Grundherrschaft, die Familie Les Albret, ließen die Burg errichten, um den Kreuzungspunkt mehrerer Straßen zu kontrollieren. Der Graf ließ die Burg von einem Gefolgsmann bewohnen, der von grundherrlichen Untertanen in der Umgebung bei Bedarf unterstützt wurde.
Die Burg wurde 1629 im Rahmen eines Edikts unter Richelieu geschleift, um jede Fronde gegen den französischen König zu verhindern. Das Dorf unterhalb der Burg wurde bald danach auch wüst.